# Światowa Federacja Młodzieży Demokratycznej

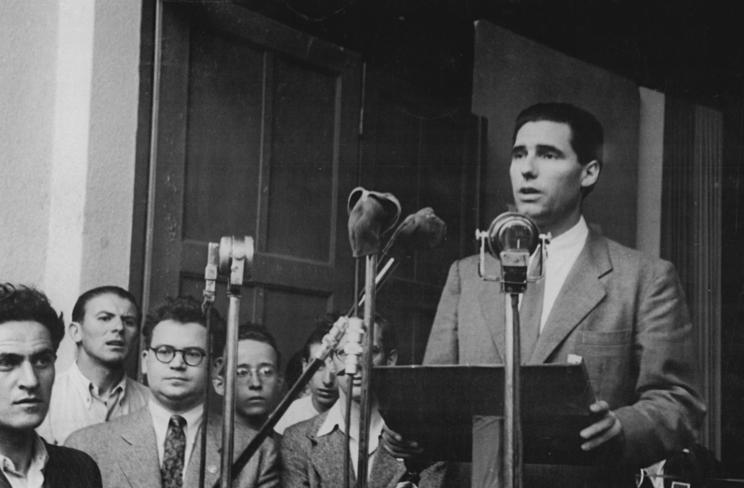
Były prezes Guy de Boisson

Światowa Federacja Młodzieży Demokratycznej (ang. WFDY – World Federation of Democratic Youth) – lewicowa organizacja młodzieżowa, uznana przez Organizację Narodów Zjednoczonych za międzynarodową pozarządową organizację młodzieżową. ŚFMD określa się jako organizacja antyimperialistyczna i lewicowa.
Założona została w Londynie w 1945 roku. Początkowo była to szeroka międzynarodówka grup młodzieżowych z całego świata, które stworzyły federację po zakończeniu II wojny światowej. Wraz z nastaniem zimnej wojny praktycznie wszystkie organizacje z państw zachodnich wycofały się z Federacji. Stało się tak dlatego, że ŚFMD miała charakter proradziecki i rewolucyjny.
Kiedy w ZSRR i w państwach demokracji ludowej w Europie Wschodniej ponownie pojawił się kapitalizm, Federacja stanęła w obliczu kryzysu. Pojawiły się sprzeczne stanowiska związane z przyszłą strukturą organizacji. Mimo trudności i utraty największej organizacji młodzieżowej (Komsomoł) oraz wsparcia ze strony rozwiązanego ZSRR, Federacja przetrwała kryzys lat 1989-1992 i jest obecnie aktywną międzynarodową organizacją młodzieżową, która podejmuje regularnie działania w obronie młodzieży.
Główna siedziba ŚFMD znajduje się w Budapeszcie na Węgrzech. Najważniejszym spotkaniem Federacji jest Światowy Festiwal Młodzieży i Studentów.